# Missile aria-aria

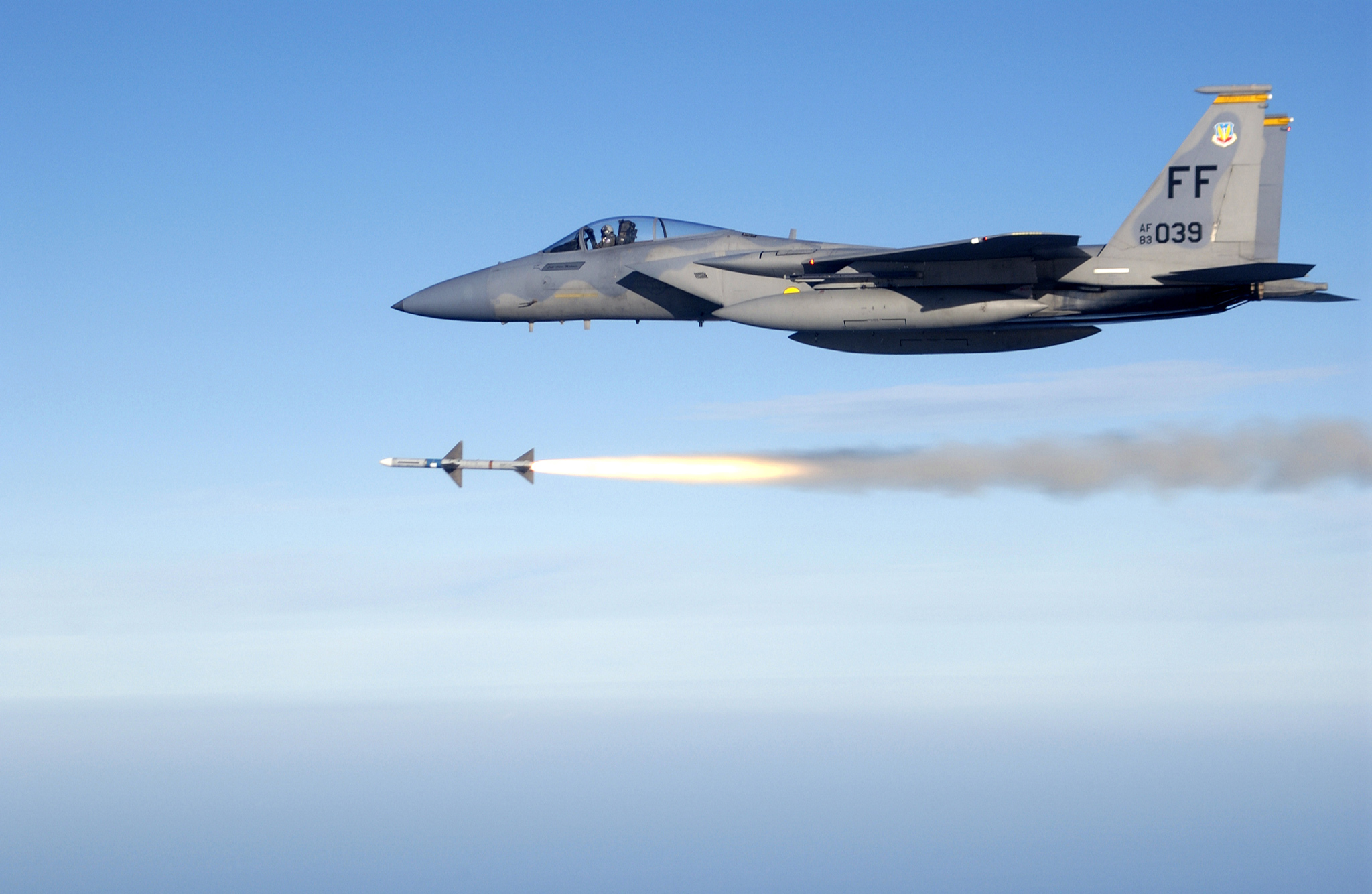
Un McDonnel Douglas F-15C lancia un AIM-7 Sparrow

Il missile aria-aria, chiamato anche AAM (dall'inglese: Air-to-Air Missile) è un missile dotato di un sistema di guida e lanciato da un vettore aereo, solitamente un aereo da caccia con la finalità di distruggere un altro velivolo. I missili aria-aria sono propulsi da uno o più motori a getto, normalmente motori a razzo a propellente solido, anche se non mancano esempi di missili che utilizzano propellente liquido.

## Storia
Il Ruhrstahl X-4, citato anche come Kramer X4 o RK 344 Ruhrstahl-Kramer, era un missile aria-aria sviluppato dall'azienda tedesca Ruhrstahl AG durante la seconda guerra mondiale.
Primo missile aria-aria a livello mondiale, non fece in tempo ad entrare in servizio.
Dall'X-4 venne sviluppato un missile anticarro, l'X-7, ma che non arrivò alla produzione in serie.

## Tipi di guida
I missili guidati utilizzano un sistema di ricerca per identificare i loro bersagli (normalmente radar o infrarosso anche se esistono sistemi a guida laser e a tracciamento ottico) per poi autoguidarsi su una rotta di collisione con il loro obiettivo. Il bersaglio è generalmente distrutto dalla testata esplosiva, spesso dotata di effetto dirompente per incrementare il raggio letale, che detona utilizzando una spoletta di prossimità (o ad impatto in caso di un colpo diretto). Alcuni missili utilizzano il trasferimento della loro energia cinetica per danneggiare ulteriormente il bersaglio, ma tutti, anche i più piccoli, sono dotati di una qualche forma di testata esplosiva.
È importante notare come i missili non debbano obbligatoriamente utilizzare il loro sistema di ricerca per rilevare e tracciare il bersaglio prima del lancio. Un missile infrarosso può utilizzare il radar d'attacco dell'aereo lanciatore per trovare il bersaglio e un missile a guida radar può essere lanciato dopo una identificazione visiva o mediante l'utilizzo di un sistema di ricerca a tracciamento ad infrarossi (IRST - InfraRed Search and Track). È inoltre possibile che i missili possano richiedere l'illuminazione del radar di attacco dell'aereo lanciatore durante parte o tutto il percorso dell'intercettazione.

### Guida radar

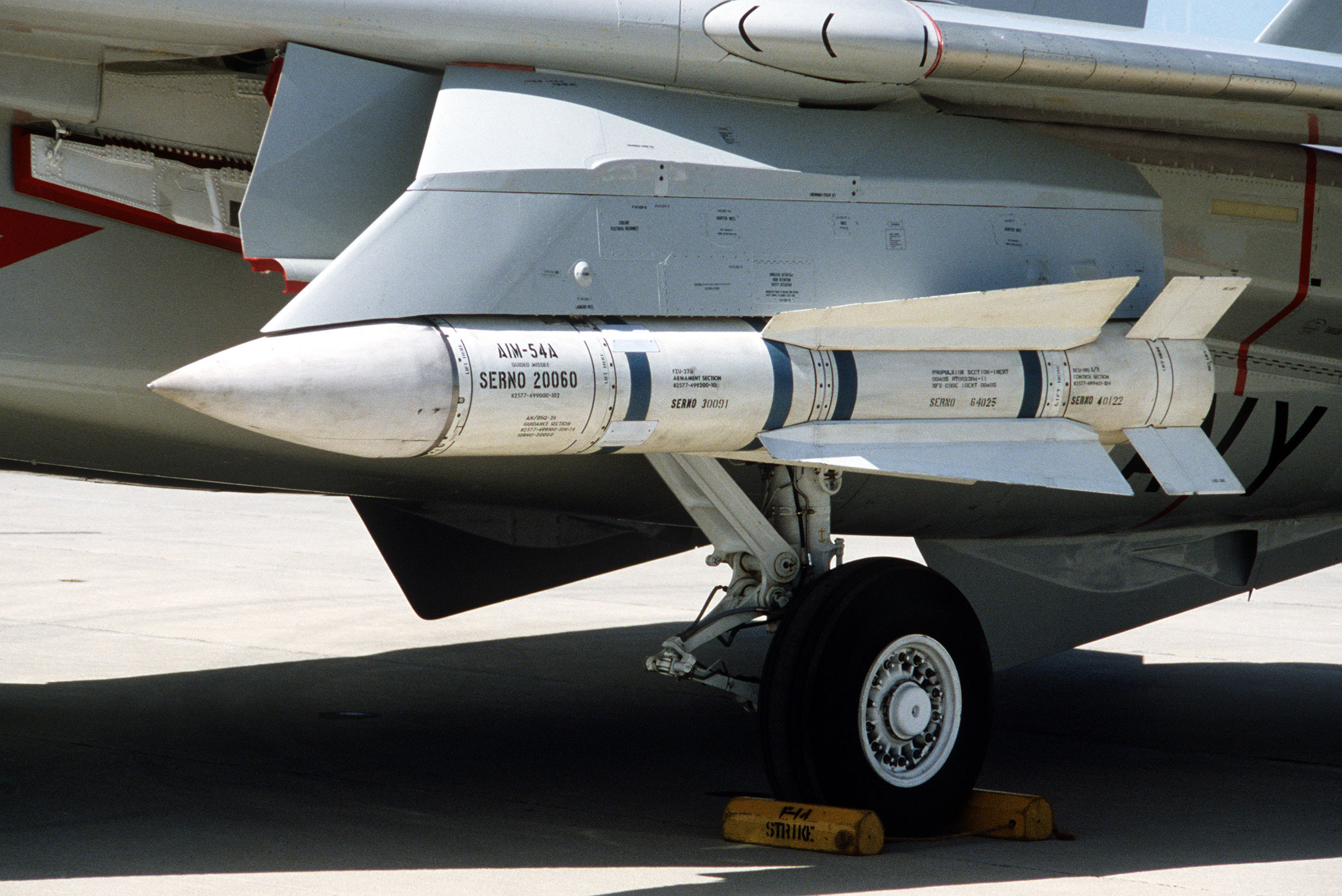
Un missile AIM-54A Phoenix agganciato al pilone di un intercettore Grumman F-14 Tomcat

La guida radar è normalmente utilizzata per i missili a medio o lungo raggio, quando, data la distanza, la segnatura termica infrarossa del bersaglio risulta troppo debole per un adeguato tracciamento. Esistono due tipologie principali di missili a guida radar: i missili a guida radar attiva e quelli a guida radar semi-attiva.

#### Guida radar attiva
I missili a guida radar attiva utilizzano il loro sistema radar per rilevare ed inseguire il loro bersaglio anche se la dimensione dell'antenna radar è limitata dal diametro del missile, limitando di conseguenza la portata del radar stesso. Per questo spesso viene utilizzato un sistema di guida inerziale per l'avvicinamento, mentre il radar del missile viene acceso solo quando il bersaglio è a portata di rilevamento.

#### Guida radar semiattiva
I missili a guida radar semi-attiva sono più semplici e comuni utilizzando per l'intercettazione le riflessioni del bersaglio sul radar dell'aereo lanciatore che produce un "fascio" entro il quale il missile segue l'obbiettivo. Questo tipo di funzionamento obbliga l'aereo lanciatore a rimanere bloccato sul bersaglio limitando la sua possibilità di manovra ed esponendolo ad eventuali contrattacchi nemici. A causa del decadimento del segnale radar sulle lunghe distanze è abbastanza facile disturbare, con adeguate contromisure, il percorso del missile. Le contromisure elettroniche comunque possono agire in vari modi.
I missili a guida radar possono essere contrastati attraverso rapide manovre evasive (che possono far perdere l'aggancio del missile con il radar di guida dell'aereo lanciatore), utilizzando chaff, esche elettroniche che illudono il radar, e facendo ricorso ad adeguate contromisure elettroniche (ECM).

### Guida infrarossa (o termica)

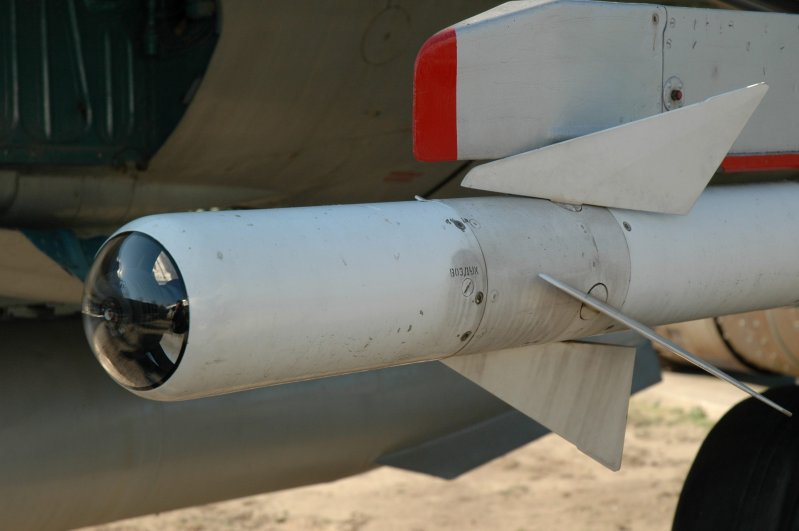
Testa con sensore infrarosso del missile Vympel R-3 (AA-2 Atoll)

I missili a guida infrarossa utilizzano il calore prodotto dai bersagli per guidarsi. I primi sensori infrarossi avevano una bassa sensibilità che permetteva loro di seguire solo le scie di calore prodotte dai gas di scarico dell'aereo avversario. Questo obbligava l'aereo attaccante a manovrare fino a portarsi in coda all'obbiettivo prima di poter lanciare questo tipo di missile. Ciò limitava inoltre la gittata dei missili infrarossi a causa del rapido decadimento dell'immagine termica all'aumentare della distanza.
I missili a guida infrarossa di nuova generazione, grazie a sensori molto più sensibili, sono in grado di rilevare la temperatura della superficie del bersaglio (che si riscalda per l'attrito con l'aria) oltre il calore prodotto dal motore sia da posizione laterale che frontale. Questa capacità, combinata con una elevata manovrabilità, permette loro un ingaggio all-aspect (da ogni angolazione) e l'aereo lanciatore non ha più l'obbligo di effettuare il lancio dalla posizione posteriore, anche se tale tipo di lancio garantisce migliori possibilità di colpire il bersaglio.
Per contrastare i missili infrarossi l'aereo bersaglio può lanciare flare, bengala, dispositivi che generano calore e, avendo una temperatura maggiore dell'aereo, attraggono il missile. È inoltre possibile utilizzare falsi bersagli trainati oppure disturbatori dello spettro infrarosso. Comunque i missili a guida infrarossa di ultima generazione (come l'IRIS-T) utilizzano un sensore infrarosso ad immagine che "vede" l'obbiettivo (in maniera simile ad una videocamera digitale) ed è in grado di discriminare tra la sagoma di un aeroplano e una fonte puntiforme di calore (come un flare). I nuovi missili, inoltre, dispongono di un angolo di rilevamento molto ampio in maniera da non obbligare l'aereo attaccante a puntare direttamente sul bersaglio per permettere al missile di agganciarlo: è possibile utilizzare un visore montato sul casco di volo del pilota che permette di rilevare e lanciare ad un altro bersaglio semplicemente osservandolo. In maniera da migliorare la manovra di missili lanciati a basse distanze o a cattivi angoli di intercettazione, i moderni missili impiegano un sistema a vettore di spinta basato su gas che permette al missile di effettuare rapide manovre quando non è ancora stato spinto alla velocità massima, rendendo inefficienti le piccole superfici di controllo.

## Progettazione
I missili aria-aria sono normalmente composti da un sottile e lungo cilindro di minima sezione che permette loro di raggiungere le elevate velocità necessarie per una riuscita intercettazione. La parte anteriore è occupata dal sistema di ricerca che può essere, come già visto, un sistema radar, un ricevitore radar oppure un sensore infrarosso. Dietro a questo alloggia il sistema avionico destinato al controllo del missile e posteriormente si trova la testata di guerra, normalmente diversi chilogrammi di esplosivo circondati da metallo che si frammenta all'atto dell'esplosione (in alcuni casi il metallo è preframmentato per migliorare la dispersione). La parte posteriore del missile contiene il sistema propulsivo, normalmente a razzo. Motori a razzo con propellente solido a doppio stadio sono comunemente utilizzati, ma per alcuni missili a lungo raggio viene utilizzato un motore a propellente liquido in grado di dosare la potenza in maniera da prolungare il raggio d'azione e riservare una parte del carburante per le complesse e dispendiose manovre di intercettazione finale. Alcuni motori a propellente solido utilizzano la stessa tecnica utilizzando un secondo motore a razzo che viene acceso solamente in prossimità del bersaglio. Sono allo studio missili come l'MBDA Meteor, che utilizzano uno statoreattore (simile ad un motore a getto) per aumentare la propria gittata.
I missili moderni utilizzano motori che producono una minima scia di fumo, a differenza dei primi modelli che permettevano una facile identificazione visiva da parte del bersaglio in grado, quindi, di mettere in atto una serie di manovre evasive.

## Tecnica

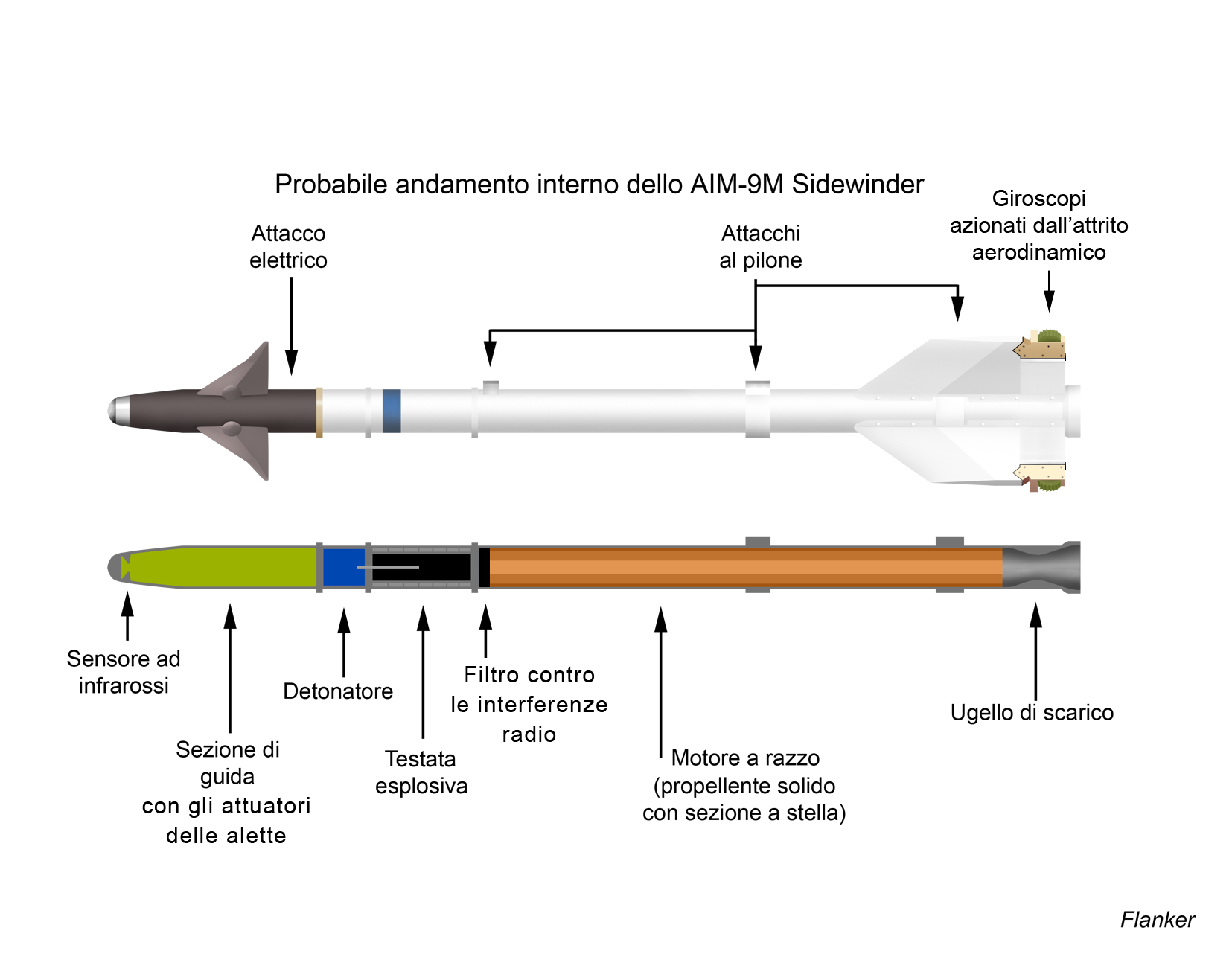
Un AIM-9M Sidewinder.

Lo scopo del missile aria-aria è quello di abbattere un aeroplano caratterizzato dalla concentrazione di vari impianti vitali. Sarebbe troppo penalizzante cercare di colpire materialmente un aeroplano con una carica esplosiva dirompente, in quanto occorrerebbe una precisione di tiro ed inseguimento realizzabile solo a brevissime distanze. Si cerca perciò di neutralizzare il bersaglio colpendolo in più punti con un'azione di tipo meccanico, solitamente per mezzo dell'impatto di una rosa di schegge d'acciaio di grande resistenza, sparate ad altissima velocità (quella del missile più quella dell'esplosione) da una carica esplosiva relativamente modesta, quindi leggera e piccola. In genere costituita da TNT (trinitrotoluene), energizzato da RDX (ciclonite) ed altri componenti che lo rendono adatto alla missione.
A seconda del tipo di missile, come abbiamo visto, il radar di bordo dell'aeroplano vettore fornirà la soluzione di tiro al missile. Per esempio prendiamo in considerazione il Philco-Ford AIM-9B Sidewinder, un missile degli anni cinquanta, ormai non più in uso in questa versione, e quindi declassificato. Si tratta di un'arma a breve raggio dotata di un sistema automatico di guida ottico infrarosso, è cioè capace di dirigersi autonomamente sui bersagli una volta acquisitili, sia di giorno che di notte, ma solo in condizioni di buona visibilità. La portata operativa di questo missile è di 4 km, mentre quello dello AIM-9L è di 7 km all-aspect, cioè ingaggia il bersaglio da qualsiasi angolazione provenga. Quest'ultima versione, ancora in uso, ha una spoletta di prossimità che viene attivata per mezzo di raggi laser. Appena i sensori della spoletta rilevano la riflessione di uno dei raggi, attiva il detonatore. La testata esplosiva del Sidewinder è del tipo Mk.8 model 0, lunga 343 mm, del diametro di 127 mm ha una massa di 11,3 kg, di cui 5 esplosivo HBX 1. Questo è composto a sua volta per il 40% di TNT, 38% ciclonite, 17% polvere d'alluminio e 5% di cloruro di cromo. Al momento dell'esplosione la carica lancia alla velocità di circa 1.200 m/s circa 1.300 frammenti di acciaio speciale, preformati a barretta a sezione quadrata da 9,5 mm lunghe 13 mm. Le barrette sono posizionate tutt'intorno alla carica esplosiva. L'energia impressa dallo scoppio consente loro di attraversare una lastra d'acciaio spessa 2 cm alla distanza di 10 m. Anche l'onda d'urto del missile e dell'esplosione ha effetti meccanici sensibili sulle strutture di un aereo, ma fino alla distanza di circa 3 m.
Un missile aria-aria, inoltre, deve essere in grado di prevedere con sufficiente accuratezza la posizione dell'aeroplano una volta che la carica viene attivata, in quanto le schegge di alluminio dovranno intercettare l'aereo una volta scagliate in aria. Non solo, ma il missile ha un'autonomia limitata dalle sue piccole dimensioni, perciò dovrà percorrere la distanza minore che lo separa dal bersaglio. Per farlo dovrà calcolare una "soluzione di tiro", ovvero la posizione dell'aeroplano quando il missile incrocerà la sua traiettoria.

## Lista principali AAM
I missili AAM si possono classificare in base al loro raggio d'azione: a corto, medio e lungo raggio.

### A corto raggio
- AIM-4 Falcon - USA
- AIM-9 Sidewinder - USA
- AIM-132 ASRAAM - MBDA (F-I-UK)
- IRIS-T - Germania
- Matra R-550 Magic - Francia
- Molniya-Vympel R-73 (NATO Cod. AA-11 Archer) - Unione Sovietica
- Python - Israele
- Vympel R-60 (NATO Cod. AA-8 Aphid) - Unione Sovietica
- PL-8 - Cina
- PL-9 - Cina

### A medio raggio
- AIM-7 Sparrow - USA
- AIM-120 AMRAAM (denominato Slammer) - USA
- Bae Dynamics Skyflash - UK
- Matra Super R-530 (F)
- MBDA MICA - (F-I-UK)
- R-27 Alamo (NATO Cod. AA-10 Alamo) - Unione Sovietica
- Rafael Derby - Israele
- Selenia Aspide - Italia
- Vympel R-23 e R-24 (NATO Cod. AA-7 Apex) - Unione Sovietica
- Vympel R-77 (NATO Cod. AA-12 Adder) - Unione Sovietica
- PL-11 - Cina (derivato dall'italiano Selenia Aspide)
- PL-12 - Cina
- Loral Have Dash - USA (rimasto allo stadio di prototipo)

### A lungo raggio
- AIM-54 Phoenix - USA
- Bisnovat R-4 (NATO Cod. AA-5 Ash) - Unione Sovietica
- Bisnovat R-40/46 (NATO Cod. AA-6 Acrid) - Unione Sovietica
- Meteor (BVRAAM) - MBDA (F-I-UK-D)
- Vympel R-33 (NATO Cod. AA-9 Amos) - Unione Sovietica